# Labrador
 Ovo je glavno značenje pojma Labrador. Za druga značenja pogledajte Labrador (razdvojba).
Labrador (engleski:Labrador Peninsula, francuski:Péninsule du Labrador) je veliki poluotok u istočnoj Kanadi. Na zapadu je omeđen Hudsonovim zaljevom, na sjeveru Hudsonovim prolazom na istoku je Labradorsko more, i zaljev svetog Lovre na jugoistoku. Administrativno, poluotok je podeljeno na regiju Labrador u provinciji Newfoundland i Labrador, i regije provincije Québec: Saguenay-Lac-Saint-Jean, Côte-Nord i Nord-du-Québec. Površina Labradora je oko 1.400.000 km². Prema popisu iz 2006. tu živi 150.000 stanovnika.

## Vanjske poveznice
|  | Zajednički poslužitelj ima još gradiva o temi Labrador |